# Menhir de Gour
Le menhir de Gour est un mégalithe situé sur le territoire de la localité de Gour Lower, dans le comté de Cork, en Irlande. 

## Situation
Le menhir se trouve dans la péninsule de Beara, à environ six kilomètres à l'ouest-sud-ouest de Castletownbere. Il se dresse dans un pré situé au bord de la route R572.

## Description
La pierre, de forme rectangulaire, mesure environ 2 m de hauteur.